# Жетикольський сільський округ (Сиримський район)
Жетико́льський сільський округ (каз. Жетікөл ауылдық округі, рос. Елтайский сельский округ) — адміністративна одиниця у складі Сиримського району Західноказахстанської області Казахстану. Адміністративний центр — село Косарал.
Населення — 972 особи (2021; 1373 у 2009, 1785 у 1999, 1969 у 1989).
Станом на 1989 рік існувала Жетикольська сільська рада (села Акбольниця, Акоба, Жетиколь, Каракудук, Косарал). Села Акоба та Каракудук ліквідовано 2024 року.

## Склад
До складу округу входять такі населені пункти:
| Населений пункт  | Старі назви | Населення, осіб (1989) | Населення, осіб (1999) | Населення, осіб (2009) | Населення, осіб (2021) |
| ---------------- | ----------- | ---------------------- | ---------------------- | ---------------------- | ---------------------- |
| Акбольниця, село | -           | 152                    | -                      | -                      | -                      |
| Акоба, село      | Шиганколь   | 260                    | 231                    | 75                     | 20                     |
| Жетиколь, село   | -           | 301                    | 389                    | 288                    | 169                    |
| Каракудук, село  | -           | 270                    | 172                    | 88                     | 20                     |
| Косарал, село    | -           | 986                    | 993                    | 922                    | 763                    |